# Мухамадиев, Мухсин Муслимович
Мухси́н Мусли́мович Мухамади́ев (тадж. Мӯҳсин Муслимович Муҳаммадиев; 21 октября 1966, Душанбе) — советский, таджикский и российский футболист, полузащитник, нападающий. Мастер спорта СССР (1988).

## Биография
Первый тренер — Николай Алексеевич Войнов.
Начинал карьеру в «Пахтакор» (Курган‑Тюбе). С 1985 — в ведущем клубе Таджикской ССР — в душанбинском «Памире». Перед сезоном 1991 планировал перейти в киевское «Динамо», однако клуб не успел его заявить.
Сезон 1992 начинал в «Памире», провёл в независимом чемпионате Таджикистана 3 игры и забил 5 мячей. Осознавая, что уровень чемпионата крайне низок, сразу после полуфинального матча на Кубок СНГ 1992 остался в Москве и принял приглашение Юрия Сёмина перейти в московский «Локомотив».
Позже играл за российские клубы «Спартак» (Москва), «Торпедо» (Москва), «Локомотив» (Нижний Новгород) и другие.
6 мая 1995 года сыграл один матч за сборную России против Фарерских островов и забил один гол (победа 3:0).
В 1998 году по протекции Рашида Рахимова попал в «Аустрию» (Вена), которая искала острого форварда. Контракт заключил до конца сезона, по истечении которого вернулся в Россию.
В 2000 году с Самарканд становился финалистом Кубка Узбекистана. В самаркандской команде был лучшим бомбардиром.
Завершил профессиональную игровую карьеру в 2002 году в клубе второго дивизиона России «Витязь» (Подольск), после чего продолжил работу в том же клубе на тренерской должности. С 2007 по 18 апреля 2008 года — главный тренер «Витязя», который стал победителем в зоне «Центр» второго дивизиона.
С июня 2008 по июнь 2012 года работал спортивным директором казанского «Рубина». «Рубин» впервые в своей истории выиграл чемпионат России по футболу, стал обладателем Кубка России, Суперкубка и Кубка Содружества Независимых Государств.
В июле 2013 года назначен главным тренером сборной Таджикистана.
С 22 августа 2015 по 19 июля 2016 года работал старшим тренером клуба «Ордабасы».
С 31 октября 2016 по 22 мая 2018 года возглавлял «Истиклол».
10 июня 2019 года стало известно, что Мухамадиев утверждён в должности главного тренера «Бухары».
30 июня 2020 года по обоюдному согласию расторгли контракт с футбольный клуб «Бухары».
4 февраля 2022 года появилась информация о том, что Мухамадиев стал главным тренером казанского клуба «Нэфис», и что команда под его руководством провела три игры, но оговаривалось, что об официальном назначении не сообщалось.
В июне 2022 года назначен первым вице-президентом клуба «Истиклол». В 2024 году перешёл в клуб «Вахш» в качестве директора. 
В 2023 году выступил тренером сборной СНГ на турнире «Кубок Легенд».
В феврале 2024 года назначен директором таджикского футбольного клуба «Вахш», в прошлом «Пахтакор», в котором Мухамадиев начинал свою карьеру.
В феврале 2025 года на сборах с клубом «Вахш» в Турции у Мухамадиева случился инсульт. Позже он был перевезён в Москву, где у него случилось ещё несколько приступов. В июне 2025 года госпитализирован в реанимацию Федерального центра мозга и нейротехнологий ФМБА России в стабильно тяжелом состоянии и подключён к аппарату ИВЛ.

## Выступления за сборную
В 1992 году сыграл 1 матч в составе сборной Таджикистана, а в 1995 году 1 матч в составе сборной России:
- 17 июня 1992. Кубок центральноазиатских стран. Таджикистан — Узбекистан, 2:2.
- 6 мая 1995. Отборочный матч чемпионата Европы 1996 года. Россия — Фареры, 3:0.

## Достижения
Игрок
- Чемпион России (1): 1994
- Победитель в Первой лиге СССР: 1988 (с клубом «Памир» Душанбе, который впервые получил право на участие в высшей лиге)
- Финалист Кубка Узбекистана 2000 года.

Главный тренер и спортивный директор
- Победитель зоны «Центр» Второго дивизиона ПФЛ (1): 2007
- Чемпион России (2): 2008, 2009
- Бронзовый призёр России: 2010
- Обладатель Кубка России: 2011/2012
- Финалист Кубка России: 2008/2009
- Обладатель Суперкубка России: 2010
- Обладатель Кубка чемпионов Содружества: 2010
- Чемпион Таджикистана (2): 2016, 2017
- Обладатель Кубок Федерации футбола Таджикистан (2): 2017, 2018
- Обладатель Суперкубка Таджикистана :2018
- Финалист Кубка АФК: 2017

## Семья
Жена Мохира, дети Муслима, Махбуба и Марьям.
В конце июня 2025 года стало известно, что Мухамадиев перенёс несколько инсультов в течение полугода.